# The Chalice of Courage
The Chalice of Courage è un film muto del 1915 diretto da Rollin S. Sturgeon.

## Trama
Louise Newbold decide di accompagnare il marito in un viaggio di lavoro sulle montagne per sfuggire a James Armstrong, un suo ex spasimante che le ha inviato delle lettere compromettenti. Durante il viaggio, il cavallo di Louise cade in una forra e la donna, gravemente ferita, prega il marito di ucciderla per porre fine alle sue sofferenze. Newbold, sebbene riluttante, cede alla sua preghiera. Parte poi per la montagna portandosi via il medaglione della moglie che contiene il ritratto di Armstrong.
Cinque anni dopo, la giovane Enid Maitland giunge nel West in visita allo zio Robert, un minatore che ha avuto fortuna ed è diventato ricco. La ragazza conosce Armstrong che si innamora di lei. Insieme allo zio e ad Armstrong, Enid si trova a campeggiare in mezzo alle foreste. Vagabondando nei pressi del campo, scopre un posto dove fare il bagno. L'odore dei suoi abiti, però, attira un orso e Newbold, che in tutto quel periodo ha vissuto tra i monti come un eremita, arriva a salvarla, uccidendo l'animale.
I due, sorpresi da bufera, trovano riparo nella capanna di Newbold ma restano bloccati dalla neve. Passano così l'inverno insieme e, sebbene l'amore che nasce tra loro sia platonico, il loro legame si rafforza con l'andare dei giorni. Quando giunge la primavera, arrivano i soccorsi guidati da Armstrong. Newbold riconosce in lui l'amante della moglie e lo sfida a duello. Il suo vecchio nemico sarà battuto e finirà per suicidarsi. Newbold ed Enid potranno cominciare la loro vita insieme.

## Produzione
Il film fu prodotto dalla Vitagraph Company of America e venne girato in California, nella San Bernardino National Forest.

## Distribuzione
Distribuito dalla V-L-S-E, il film uscì nelle sale cinematografiche statunitensi il 9 agosto 1915 dopo essere stato presentato in prima a New York il 2 maggio di quell'anno.
Non si conoscono copie ancora esistenti della pellicola che viene considerata presumibilmente perduta.